# Ludwig Alefeld
Karl Ludwig Friedrich Reinhard Alefeld (* 3. Februar 1774 in der Deutschordenskommende Ober-Flörsheim; † 27. September 1835 in Amöneburg) war ein deutscher Amtmann und Königlich-westphälischer Friedensrichter.

## Leben
Karl Ludwig Friedrich Reinhard Alefeld war ein Sohn des Amtmanns Heinrich Wilhelm Julius Alefeld (1739–1806) und dessen Ehefrau Jakobine Charlotte Susanne von Avermann (1744–1811, Tochter des Christian Ernst Heinrich von Avemann). 
Nach einem Studium der Rechtswissenschaften wurde er Amtmann des Amtes Rosenthal in Rosenthal, das im Besitz der Landgrafschaft Hessen war. Damit war er dort der oberste Dienstmann des vom Landgrafen geschaffenen Amtes, dessen Aufgabe in der Verwaltung der Güter lag. Später war er in der gleichen Funktion im Amt Marburg tätig. 
Dort war er während der kurzlebigen Zeit des Königreichs Westphalen (1806–1813) als Friedensrichter eingesetzt. Diese Institution, deren Aufgabe in der Schlichtung kleiner Rechtsstreitigkeiten lag, wurde durch die französischen Besatzer eingeführt.
Daneben war Alefeld als Zinsmeister für die Einhaltung des Fideikommisses der Familie Wolff verantwortlich. 
Der Mediziner und Physiker Georg Ludwig Alefeld (1732–1774) war sein Onkel.